# Franz Bardon
Franz Bardon (Katherein, blizu Opave, 1. prosinca 1909. – Brno, 10. srpnja 1958.), češki mađioničar, hermetički autor i okultist. Popularnost je stekao 1950-ih izdavanjem četiri knjige u kojima piše o hermetizmu i okultnom.

## Životopis
Rodio se u obitelji kršćanskog mistika Viktora Bardona kao jedno od trinaestero djece. Školovao se za industrijskog mehaničara u Opavi. Tijekom 1920-ih i 1930-ih godina djelovao je kao mađioničar pod scenskim imenom Frabato.
Za vrijeme Drugog svjetskog rata nacisti su ga zatvorili u koncentracijski logor. Poslije rata posvetio se hermetičkom učenju i pisanju knjiga. Godine 1958. uhićen je tijekom komunističkih čistki u Čehoslovačkoj zbog objavljivanja okultnih knjiga, da bi uskoro preminuo u bolnici u Brnu.

## Djela
- Inicijacija u hermetizam (1956.)
- Praksa magijske evokacije
- Ključ za pravu kabalu